# Желтошапочная пипра
Желтошапочная пипра (лат. Lepidothrix vilasboasi) — певчая птица из семейства манакиновые. Вид эндемичный для южно-центрального тропического леса Амазонии в Бразилии, и ему угрожает потеря среды обитания. Хельмут Сик описал этот вид в 1959 году на основе серии образцов, собранных за несколько лет до этого у небольшого притока в верхней части Рио-Куруру-ри в восточной Бразильской Амазонии. Этот вид был заново открыт (частично из-за путаницы в номенклатуре типа) в 2002 году. Является гибридом опалоголовой и белошапочной пипр, но отличается от них тем, что имеет хохолок ярко-желтой расцветки. Наблюдения и молекулярная работа показали, что распределения видов не перекрываются.
В 2017 году биологи университета Торонто описали вид, и обнаружили, что желтошапочная пипра является гибридным видом, у которого 20 процентов генома похожи на геном белошапочной пипры, а остальные 80 — опалоголовой. После постройки филогенетического дерева родственных видов оказалось, что скрещивание родительских произошло около 180 тысяч лет назад. Кроме этого, было показано, что общий предок опалоголовой и белошапочной пипр жил 300 тысяч лет назад. Считается, что вид сохранился по той причине, что он жил в изоляции от родительских видов.